# 주스웨덴 대한민국 대사관
주 스웨덴 대한민국 대사관은 1963년 스웨덴 스톡홀름에 개설된 대한민국 외교부 소속의 대사관이다.

## 역대 공관장
| 대수        | 성명           | 임명        |
| ----------- | -------------- | ----------- |
| 제1대 대사  | 김유택(金裕澤) | 1959년 3월  |
| 제2대 대사  | 유재흥(劉載興) | 1963년 8월  |
| 제3대 대사  | 강문봉(姜文奉) | 1967년 9월  |
| 제4대 대사  | 방희(方熙)     | 1971년 8월  |
| 제5대 대사  | 채명신(蔡命新) | 1972년 10월 |
| 제6대 대사  | 장상문(張相文) | 1973년 10월 |
| 제7대 대사  | 김세원(金世源) | 1975년 8월  |
| 제8대 대사  | 윤하정(尹河珽) | 1978년 5월  |
| 제9대 대사  | 강영규(姜永奎) | 1980년 4월  |
| 제10대 대사 | 이창수(李昌洙) | 1983년 2월  |
| 제11대 대사 | 이정빈(李延彬) | 1986년 3월  |
| 제12대 대사 | 최필립(崔弼立) | 1989년 2월  |
| 제13대 대사 | 최동진(崔東鎭) | 1990년 2월  |
| 제14대 대사 | 이시용(李時容) | 1992년 12월 |
| 제15대 대사 | 채의석(蔡義錫) | 1993년 5월  |
| 제16대 대사 | 이창범(李昌範) | 1996년 2월  |
| 제17대 대사 | 손명현(孫明鉉) | 1998년 8월  |
| 제18대 대사 | 금정호(琴正鎬) | 2001년 2월  |
| 제19대 대사 | 정영조(鄭榮助) | 2003년 7월  |
| 제20대 대사 | 이준희(李浚熙) | 2005년 12월 |
| 제21대 대사 | 조희용(曺喜庸) | 2008년 6월  |
| 제22대 대사 | 엄석정(嚴錫正) | 2011년 3월  |
| 제23대 대사 | 손성환(孫聖煥) | 2013년 6월  |
| 제24대 대사 | 남관표(南官杓) | 2015년 10월 |
| 제25대 대사 | 이정규(李汀圭) | 2018년 1월  |
| 제26대 대사 | 하태역(河泰曆) | 2021년 6월  |
| 제26대 대사 | 정병원(鄭炆補) | 2023년 2월  |
| 대사대리    | 유혜란(柳蕙蘭) | 2023년 8월  |
| 제27대 대사 | 이형종(李炯宗) | 2023년 12월 |

## 같이 보기
- 대한민국-스웨덴 관계
- 주한 스웨덴 대사관
- 대한민국의 재외공관 목록
- 주스웨덴 조선민주주의인민공화국 대사관
- 스웨덴 주재 외국공관 목록